# Krakowiak
Krakowiak är en ursprungligen polsk nationaldans.

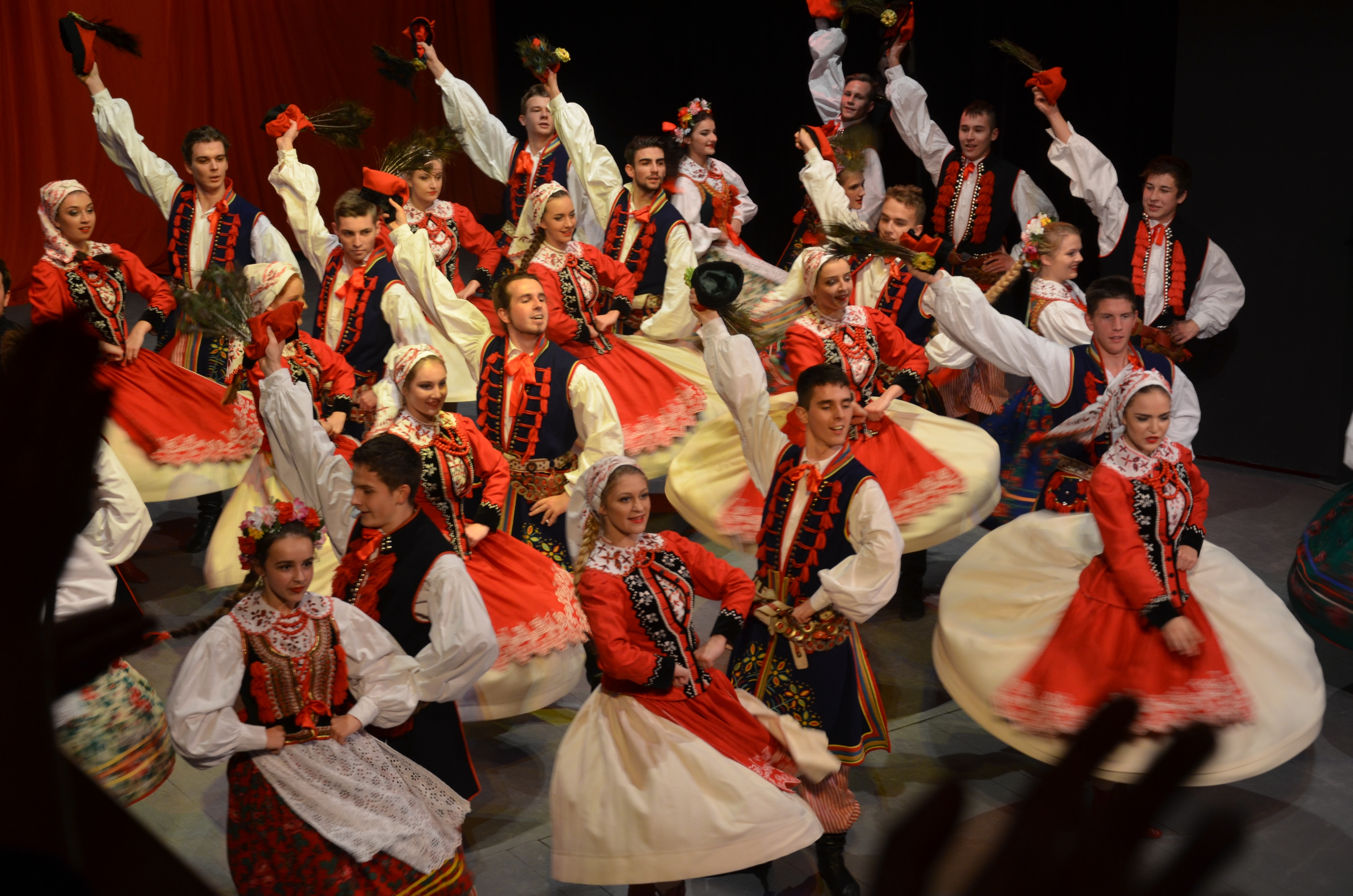
Krakowiak

Krakowiak blev under mitten av 1800-talet sällskapsdans, och dansades som sådan parvis i 2/4 takt med mazurkasteg i två repriser om vardera 8 takter.